# Gerd Honsik
Gerd Honsik (Viena, 10 de octubre de 1941-Sopron, Hungría; 7 de abril de 2018) fue un escritor austriaco, destacado negacionista del Holocausto y nazi. Su madre fue la mujer de Amon Goeth. En 1992 fue condenado en Austria a 18 meses de prisión por la publicación del libro ¿Absolución para Hitler? y huyó a España, donde residió hasta su detención en Málaga y extradición en 2007. Tras su encarcelamiento, se le imputaron nuevos cargos y fue condenado a cinco años de cárcel, después reducidos a cuatro. El fiscal calificó a Honsik de «uno de los dirigentes ideológicos de los neonazis europeos». Honsik negaba esas afirmaciones y se autodenominaba liberal demócrata.